# Ocnaea falcifer
Ocnaea falcifer är en tvåvingeart som beskrevs av Aldrich 1928. Ocnaea falcifer ingår i släktet Ocnaea och familjen kulflugor.
Artens utbredningsområde är Ecuador. Inga underarter finns listade i Catalogue of Life.